# T宝的悲惨日常
《T宝的悲惨日常》（wooser's hand-to-mouth life）是由宇佐義大和ふじのきともこ所画的网络漫画作品，改編电视动画於2012年10月開始播放。

## 概要
《T寶的悲慘日常》是原作者宇佐義大在自己的網頁上以日記風格持續寫了約10年的專欄。自2011年於日本的「最前線」連載以來，由插畫家藤木智子協助插圖，單格漫畫化。以彩色印刷發行單行本，後復製成動畫，連帶賣起各種周邊產品。

## 故事
黄色的谜之生物T宝的日常生活。

## 登場人物
T宝（聲：宮野真守）
T宝，谜之生物，中间的点是鼻子而不是嘴。
琳（聲：小澤みのり）
T宝的饲主，天真的女子。
D寶（聲：神谷浩史）
和T宝一样的与れん生活在一起的黑色谜之生物。
蓮（聲：長宗春佳）
りん的双胞胎妹妹。
不可读其名的那个动物（聲：諏訪部順一）
和ゆう一起生活的像鸟一样的动物。
優（聲：Tia）
りん的同学。
阿味（聲：水樹奈奈）
和みほ一起的貉。
聲：佐藤悠里
りん的同学。
單色小姐（聲：堀江由衣）
第二季第一話登場，在超市促銷鹼性電池。在第三季第五话中在分为53份的T宝的带动下成功成为热门偶像。2013年秋番動畫《單色小姐 -The Animation-》的主角。
伊歐娜（聲：淵上舞）
第二季第二話在開場的伊401艦橋出現。2013年秋番動畫《蒼藍鋼鐵戰艦》的女主角。
喵莉娜（與儀）（聲：宮野真守）
第二季第四話在開場與結尾時客串出現。2013年春番動畫《黑色嘉年華》的男主角之一。
津雲
第二季第四話在結尾時客串出現。2013年春番動畫《黑色嘉年華》的女主角之一。
鮮血（聲：關俊彥）
第二季第五話開場登場，2013年秋番動畫《KILL la KILL》的主角之一。
Chamber（聲：杉田智和）
第二季第六話在開場與結尾時客串出現。2013年春番動畫《翠星上的加爾岡緹亞》男主角萊德搭乘的機動兵器。
如月千早（聲：今井麻美）
第二季第八話客串出現。動畫《偶像大師》的女主角之一。
小熊（聲：山口勝平）
第二季第九話在開場與結尾時客串出現。2013年秋番動畫《女神異聞錄4》的主角之一。
黑白熊（聲：大山羨代）
第二季第十話在開場與結尾時客串出現。2013年夏番動畫《槍彈辯駁 希望學園與絕望高中生》的主要反派角色。
秋山優花里（聲：中上育實）
第二季第十一話客串出現。2012年秋番動畫《少女与战车》的女主角之一。
黑白美
第二季第十二話客串出現。遊戲《超級槍彈辯駁2 再會了絕望學園》的角色之一。
安吉拉·巴尔扎克（聲：钉宫理惠）
第三季第四話客串出現，着陆时意外摧毁了T宝的家。动画电影《乐园追放》的女主角。
迷之假面剑士（聲：岸田梅尔）
第三季第十話客串出現。手持双剑，带着奇怪的面具，在展会里销售漫画。

## 書籍
兩本同名漫畫《T日宝的悲惨日常》由星海社于2012年9月10日至2013年11月7日出版。

## 电视动画
2012年10月开始在东京电视台及niconico动画播放。
主页每周会有商品「うーさーなぞなぞ」公开。

### 工作人员
- 原作、人物原案 - 宇佐義大（うーさーのその日暮らし／星海社刊）
- 人物设定 - ふじのきともこ
- 人物原案協力 - CHAN×CO、久世、えいひ、ajipo、カトゆー
- 監督 - 山田豐德（第1季）→瀨藤健嗣（第2季）
- 系列構成、劇本 - 筆安一幸（第1季）→宇佐義大、中村能子（第2季）
- OP/ED演出 - 山本沙代
- 音響監督 - 小泉紀介
- 音樂 - 若田部誠、坂部大介
- 动画製作 - LIDENFILMS、三次元
- 製作 - Project wooser

### 主題曲
第1期
「ラブミーギミー」
作詞、作曲 - ryo（supercell）／歌 - Tia
第2期
「NEW ORDER」
作詞、作曲、編曲- STY／歌 - 宮野真守
「ちょっと出かけてきます」（第12話）
作詞・作曲 - ryo（supercell） / 歌 - Tia

### 各集列表
| 話数   | 副标题                                    | 中文标题                                                   | 分镜、演出                        | 作画                  | 片尾画                                             |       |
| 第1季  | 第1季                                     | 第1季                                                      | 第1季                             | 第1季                 | 第1季                                              | 第1季 |
| ------ | ----------------------------------------- | ---------------------------------------------------------- | --------------------------------- | --------------------- | -------------------------------------------------- | ----- |
| 第1話  |                                           | 肉和熊貓和兔寶                                             | 山田豐德 千葉高雪 關谷真實子      | 關谷真實子            | CHAN×CO                                            |       |
| 第2話  |                                           |                                                            | 千葉高雪                          | 關谷真實子            | 竹                                                 |       |
| 第3話  |                                           | 財富與權威與兔寶                                           | 山田豐德 千葉高雪 kapu            | 關谷真實子            | 三輪士郎                                           |       |
| 第4話  |                                           |                                                            | 山田豐德 關谷真實子 kapu          | 關谷真實子            | ワダアルコ                                         |       |
| 第5話  |                                           | 熊與美食家與兔寶                                           | 山田豐德 千葉高雪                 | 關谷真實子            | すしお                                             |       |
| 第6話  |                                           | 海與泳裝與兔寶                                             | 山田豐德 國分寺祭                 | 關谷真實子            | 平田雄三（插畫） 水卷美雪（繪畫） 大澤春香（背景） |       |
| 第7話  |                                           | 森林與洗澡與兔寶                                           | 千葉高雪                          | 關谷真實子            | コヤマシゲト                                       |       |
| 第8話  |                                           |                                                            | 関谷真実子 名倉晉作               | 關谷真實子            | 今石洋之                                           |       |
| 第9話  |                                           | 蟲與假面與兔寶                                             | 山田豊德 千葉高雪 關谷真實子 kapu | 高井里沙              | huke                                               |       |
| 第10話 |                                           | 金錢與魔法與兔寶                                           | 千葉高雪 国分寺祭                 | 高井里沙              | redjuice                                           |       |
| 第11話 |                                           |                                                            | 山田豐德 千葉高雪 關谷真實子      | 關谷真實子 高井里沙   | 西あすか                                           |       |
| 最終話 |                                           | 愛與別離與兔寶                                             | 山田豐德 千葉高雪 關谷真實子 kapu | 高井里沙              | ふじのきともこ                                     |       |
| 第2季  |                                           |                                                            |                                   |                       |                                                    |       |
| 第1話  |                                           | 啟動 ～有一天的風景、少女們的日常、T寶回來了～             | 瀨藤健嗣                          | 伊部由起子 森本由布希 | 中村直人（插圖） 北川順子（上色） 古市裕一（特效） |       |
| 第2話  |                                           | 正義 〜孤獨的戰鬥、向媽媽誓言要取勝、以平手為目的的T寶～   | 瀨藤健嗣                          |                       | Ark Performance                                    |       |
| 第3話  |                                           | 王國 〜褪色的紀錄、不褪色的記憶、世界最可愛的T寶～         | 瀨藤健嗣                          |                       |                                                    |       |
| 第4話  |                                           | 進化 〜夢幻的夢之碎片、閃耀之星的引導、走自己的道路的T寶～ | 瀨藤健嗣                          |                       | 御巫桃也                                           |       |
| 第5話  |                                           | 約定 〜賭上對制服的熱情、就算是家庭餐廳、燃燒翻滾的T寶～   | 瀨藤健嗣                          |                       | 桂明日香                                           |       |
| 第6話  |                                           | 信賴 〜盛夏之夜的幻影、機械身體的戰友、朋友很少的T寶～     | 瀨藤健嗣                          |                       | 石渡マコト                                         |       |
| 第7話  |                                           | 必然 〜正在改變的世界、在這前方的未來、沒有前進動力的T寶～ | 關谷真實子                        | 相田誠                | 高河弓                                             |       |
| 第8話  |                                           | 喝彩 〜祝福之時、想分清常識、但分不清楚的T寶～             | 瀨藤健嗣                          |                       | 明音                                               |       |
| 第9話  |                                           | 追憶 〜真正的自己、理應面對的真相、視而不見的T寶〜         | 瀨藤健嗣                          |                       | 森田和明                                           |       |
| 第10話 |                                           |                                                            | 關谷真實子                        |                       | 小松崎類                                           |       |
| 第11話 |                                           |                                                            | 臼井文明                          |                       | 杉本功（插畫） 原田幸子（仕上）                    |       |
| 第12話 |                                           |                                                            | セトウケンジ                      |                       | 石田竜介                                           |       |
| 第3季  |                                           |                                                            |                                   |                       |                                                    |       |
| 第1話  | wooser's hand to mouth life is back again |                                                            | 水島精二                          | 茶之原拓也            | 後藤正行（円谷プロ）                               |       |

### 播放电视台
日本深夜動畫：下文記載的日本国内播放時間使用日本標準時間（UTC+9）表示。因為部分時間标识會採用30小时制，因此請留意这类超过24:00的时间，其實際播放時間為翌日清晨。
| 播放地區   | 播放電視台 | 播放日期                 | 播放時間（UTC+9）          | 所屬聯播網 | 備註   |
| ---------- | ---------- | ------------------------ | -------------------------- | ---------- | ------ |
| 關東廣域圈 | 東京電視台 | 2012年10月2日 - 12月18日 | 星期二 25時35分 - 25時40分 | 東京電視網 |        |
| 日本全國   | NICONICO   | 2012年10月2日 - 12月18日 | 星期二 25時40分更新        | 網路電視   |        |
| 日本全國   | AT-X       | 2012年10月7日 - 12月23日 | 星期日 18時25分 - 18時30分 | 衛星電視   | 有重播 |

| 日本 東京電視台 星期二25:35－25:40節目                   | 日本 東京電視台 星期二25:35－25:40節目    | 日本 東京電視台 星期二25:35－25:40節目 |
| -------------------------------------------------------- | ----------------------------------------- | -------------------------------------- |
|                                                          | T宝的悲惨日常 （2012年10月2日－12月18日） |                                        |
| 卡片鬥爭！！先導者 亞洲環行篇 （重播） （25:30 - 26:00） | 戰勇。                                    |                                        |